# Fisherman
 Fisherman, topensztaksel, topsztaksel lub rybak – lekki  żagiel przymasztowy, rozpinany między dwoma masztami i nieposiadający bomu. Stosowany bywa na żaglowcach z  ożaglowaniem sztakslowym podczas żeglugi przy słabych wiatrach. Można go spotkać na takich jednostkach jak STS Pogoria czy Gedania.